# 单务嘉
单务嘉（1637年—1678年），山东高密人，清朝政治人物。进士出身。

## 生平
早年师从进士李岱生。顺治十四年（1657年）乡试中举，順治十八年（1661年）辛丑科進士。授直隶蠡县知县，迁江南江宁府同知。康熙十三年（1674年）擢常州府知府。康熙十六年奉命督造船只，事未毕，康熙十七年（1678年）晋职按察使司副使，分巡苏松常道。此時正值三藩之亂，单务嘉措划周详，兵不留行，得到嘉奖。不久，母喪噩耗传到，务嘉日夜哀号，不久去世，年仅四十二。遗命以孝服入殓。

## 家族
祖父單明詡，晚明進士。